# Андрув (стадіон)
Стадіон «Андрув» (чеськ. Andrův stadion) — футбольний стадіон в Оломоуці, Чехія, домашня арена ФК «Сігма».
Стадіон побудований та відкритий 1940 року. У 1977, 1998, 2010 роках реконструйований, у 1985, 2000 роках — розширений. Потужність становить 12 566 глядачів.